# 리치몬드청서
리치몬드청서(학명 : Sciurus richmondi)는 다람쥐과 청서속에 속하는 설치류의 일종이다. 니카라과의 토착종이다. 자연 서식지는 열대와 아열대 기후 지역의 건조 활엽수림이다.